# 2012年新加坡
|        | 新加坡歷史 |
| 世紀： | 20世紀新加坡 \| 21世紀新加坡 \| 22世紀新加坡                                                                                                 |
| 年代： | 1980年代新加坡 \| 1990年代新加坡 \| 2000年代新加坡 \| 2010年代新加坡 \| 2020年代新加坡 \| 2030年代新加坡 \| 2040年代新加坡                   |
| 年份： | 2008年新加坡 \| 2009年新加坡 \| 2010年新加坡 \| 2011年新加坡 \| 2012年新加坡 \| 2013年新加坡 \| 2014年新加坡 \| 2015年新加坡 \| 2016年新加坡 |
| 紀年： | 壬辰年（龙年）、新加坡开埠193周年、新加坡独立47周年                                                                                          |

下表整理了2012年新加坡發生的事件，包括政府主要官员、各月大事记和当年出生及逝世的人物。

## 領導人
- 總統: 陳慶炎
- 總理: 李顯龍

## 事件

### 1月
- 1月14日：新加坡地铁環線啟用從寶門廊地鐵站到海灣舫地鐵站與濱海灣地鐵站的延伸段。

### 3月
- 3月15日：新加坡地鐵東北線服務崩潰，從港灣地鐵站到多美歌地鐵站之間。

## 運動
- 7月27日 – 8月12日 – 新加坡派出運動員參加在倫敦舉辦的2012年夏季奧林匹克運動會。
- 8月29日 – 9月9日 – 新加坡派出運動員參加在倫敦舉辦的2012年夏季帕拉林匹克運動會。
- 9月23日 – 新加坡舉辦2012年世界一級方程式錦標賽中的新加坡電信新加坡大獎賽的賽程。

## 死亡
2月3日 – 杜進才，生於馬來西亞霹靂州太平，新加坡建國一代，新加坡前副總理、政治元老。（1921年12月10日出生）
3月10日 – Tan Boon Teik
6月4日 – Lim Hock Siew